# 国晴
国晴（くにはる、生没年不詳）とは、江戸時代の大坂の浮世絵師。

## 来歴
丸丈斎国広の門人かといわれる。大坂の人で国晴と称す。作画期は嘉永7年（1854年）から安政2年（1855年）にかけてで、役者絵を残している。

## 作品
- 「児雷也（市川猿蔵）　妖童小ぐさ（市川てる代）　妖婦越路（尾上梅幸）」　中判錦絵2枚続　池田文庫所蔵　※嘉永7年8月、大坂中の芝居『児雷也豪傑譚語』より
- 「望月三左衛門　判官籟員実は児雷也　小性てる代」　中判錦絵　池田文庫所蔵　※同上
- 「左り甚五郎（六代目市川團蔵）　京人形（嵐璃珏）」　大判2枚続　池田文庫所蔵　※嘉永7年8月、大坂筑後芝居『彫刻左小刀』より
- 「道具や甚三・市川鶴蔵」　中判錦絵　池田文庫所蔵　※安政2年頃、大坂稲荷芝居『隅田川続俤』より
- 「天日坊実は宝山・市川鶴蔵事嵐橘太郎」　中判錦絵　池田文庫所蔵　※安政2年頃、大坂稲荷芝居『吾嬬下五十三駅』より
- 「八ツ代・嵐千鳥」　中判錦絵　池田文庫所蔵　※安政2年頃、大坂鰻谷芝居『島廻月弓張』より